# Yuri de Souza
Yuri de Souza Fonseca (* 8. August 1982 in Maceió) ist ein brasilianischer Fußballspieler, der seit 2009 beim spanischen Verein SD Ponferradina spielt.

## Karriere
Der 1,86 Meter große Stürmer begann seine Karriere in unterklassigen Jugendvereinen in Orten wie Gondim. Von 1995 bis 2000 spielte er in der Jugend des FC Maia, ehe er danach fünf weitere Jahre für dessen Profis aktiv war (57 Spiele/26 Tore). Im Januar 2003 wechselte er in die Primeira Liga zu Boavista Porto. Er wurde während der Zeit in Porto von zwei anderen Vereinen ausgeliehen, vom Gil Vicente FC (2004) und vom GD Estoril Praia (2004 bis 2005). Im Sommer 2005 wechselte er nach Spanien zum FC Pontevedra, bei dem er bis 2009 unter Vertrag stand. In der Saison 2007/08 wurde er an UD Las Palmas ausgeliehen. Seit 2009 steht er für den Verein SD Ponferradina unter Vertrag.